# Sirasuso Yama
Sirasuso Yama är en kulle i Antarktis. Den ligger i Östantarktis. Norge gör anspråk på området. Toppen på Sirasuso Yama är 60 meter över havet. Sirasuso Yama ligger vid sjöarna  Maruyama Ike och Ayame Ike.
Terrängen runt Sirasuso Yama är kuperad åt sydost, men åt nordväst är den platt. Havet är nära Sirasuso Yama västerut. Trakten är obefolkad. Det finns inga samhällen i närheten. 